# Pardasena melanosticta
Pardasena melanosticta är en fjärilsart som beskrevs av George Francis Hampson 1912. Pardasena melanosticta ingår i släktet Pardasena och familjen trågspinnare. Inga underarter finns listade i Catalogue of Life.